# 중2라도 괜찮아
《중2라도 괜찮아》는 대한민국의 웹 영화이다.

## 캐스팅
- 장서희 : 양보미 역
- 윤찬영 : 한철 역
- 이경영 : 백운도사 역
- 김진수 : 남편 역
- 필독 : 오 사범 역
- 신동우 : 다크써클 역
- 승현 : 다크써클 역
- 태미 : 수진 역
- 중식이밴드 : 인디밴드 역
- 최현준 : 한솔 역
- 황정환
- 박영준 : 선생님 역
- 이진오 : 순경 역
- 성동일 : 파출소장 역 (우정출연)
- 조재윤 : 조 닥터 역 (우정출연)
- 김흥국 : 가수협회장 역 (우정출연)
- 봉만대 : 봉 작가 역 (우정출연)
- 조영구 : 행사 MC 역 (우정출연)